# Muž na radnici
Muž na radnici je jedenáctidílný televizní seriál z roku 1976 v režii Evžena Sokolovského. Seriál se odehrává v prostředí pracovníků tehdejších Národních výborů.

## Obsah
Vypráví příběh předsedy MěNV Kunštátu, který se rozhodl přestavět a zmodernizovat město. V jednotlivých dílech můžeme sledovat problémy a potíže, které jej provází po celou dobu výstavby. Paralelně běží také soukromý život předsedy a jednotlivé příběhy (smrt manželky, problémy syna Přemysla ve škole a jeho odchod z domova, svatba a následně rozchod s druhou manželkou, nemanželské dítě jeho dcery Bohunky atd.). Seriál nakonec skončí v duchu někdejšího socialistického realismu dobře. Výstavba je dokončena, rodina se opět sejde a předseda Bavor si najde novou lásku, ke které se nastěhuje.

### Podrobnější popis
František Bavor, poslanec ve Starém Kunštátě, se pokouší z titulu své funkce pomoci s nepořádkem ve městě, ale naráží na byrokratický přístup činovníků radnice. Nakonec ho předseda městského výboru KSČ Brandejs navrhne na funkci předsedy Městského národního výboru. Bavor se snaží zvládnout nejzávažnější problémy, mezi něž patří především váznoucí bytová výstavba. Souběžně musí řešit i velké osobní problémy: záhy se mu zabije manželka, dcera Bohunka prožije nevydařený vztah s Vítězslavem Markem, z nějž se jí narodí nemanželská dcera Lucie. Bavor se opět potkává se známou z mládí Jitkou Pačesovou/Martínkovou, kterou si později vezme. Projekt bytové výstavby je svěřen mladému architektovi Janu Mikolášovi, který přijde s odvážným řešením nové výstavby města – hodlá asanovat 92 domů a začlenit moderní výstavbu do historického centra Kunštátu. Bavor s tímto řešením zpočátku nesouhlasí, ale zejména jeho tajemník Josef Hlavica a Brandejs ho nakonec přesvědčí, aby se k myšlence přidal. Musejí však svést nelehkou bitvu nejen s rozhořčenými občany, kteří se nechtějí vzdát svých původních domů, ale také s nadřízenými složkami, které často komplikují plynulost výstavby nebo ji i brzdí. Často v tomto směru hrají prim bývalí členové Městského národního výboru Chovanec, stavitel Drápal a ředitel průmyslovky Šebesta. Na Bavora dopadne další rodinná pohroma, když jeho syn Přemysl, jemuž hrozí propadnutí na střední škole, uteče z domova. Krátce nato jeho druhá žena Jitka obviní Bavora z prospěchářství a nedostatečné úcty k její osobě, a rovněž ho opouští. Třetí ranou je smrt penzionovaného řídícího Pravoslava Honýska, o níž se městem nese fáma, že to byla sebevražda kvůli chystanému zbourání domku, ve kterém řídící se svou dcerou Kateřinou Hanákovou bydlel. Bohunka vede dál své životní dilema, zda přijmout náklonnost architekta Mikuláše, navíc se do města vrací Vítězslav Marek a opět se o Bohunku zajímá. Bavor se však náhodou dozví, že za jeho návratem stojí snaha využít jeho funkce ke zřízení autoservisu v asanačním pásmu. Rovněž poznává, že Jitka jej přes proklamovanou snahu o opětovné sblížení obelhala, a proto se s ní definitivně rozchází. Přes další těžkosti při realizaci projektu (pozastavení výstavby, spory s městským podnikem) se nakonec povede úspěšně završit první etapu výstavby „nového“ Starého Kunštátu.
Seriál doprovází mnoho postav, mezi nimiž jsou takové, které projdou prakticky celým seriálem. Jednotlivé díly nebyly stejně dlouhé, jejich stopáž oscilovala od 53 minut po hodinu a čtvrt. Seriálové exteriéry byly z větší části natáčeny v Berouně.

## Seznam dílů
1. Havárie
2. Rozhořčení
3. Byt
4. Starost
5. Neschopnost
6. Vzbouření
7. Syn
8. Silvestr
9. Křížové tažení
10. Rozchod
11. Setkání

## Obsazení
| Zdeněk Buchvaldek    | František Bavor, předseda MěNV             |
| Milena Steinmasslová | Bohunka, Bavorova dcera                    |
| Jan Hartl            | Přemek, Bavorův syn                        |
| Svatava Hubeňáková   | Ludmila, první Bavorova manželka           |
| Jiřina Bohdalová     | Jitka, druhá Bavorova manželka             |
| Ota Sklenčka         | Bavorův otec                               |
| Josef Bláha          | Josef Hlavica, tajemník MěNV               |
| František Němec      | architekt Jan Mikuláš                      |
| Jiří Štěpnička       | Vít Marek                                  |
| František Vicena     | Staša, předseda KNV                        |
| Miloš Willig         | Benedikt, předseda ONV                     |
| Jaroslav Moučka      | Václav Brandejs, předseda MV KSČ           |
| Martin Růžek         | Chovanec, původní předseda MěNV            |
| Bedřich Prokoš       | ředitel Kocman                             |
| Václav Postránecký   | ředitel Kyselka                            |
| Jaroslav Kepka       | Zdeněk Svitana                             |
| Karel Koloušek       | Adam                                       |
| Vlasta Jelínková     | učitelka Kryštofová                        |
| Miriam Hynková       | Mrázová, členka rady MěNV                  |
| Jiřina Šejbalová     | matka Mrázové                              |
| Josef Chvalina       | Šebesta, ředitel průmyslovky               |
| Věra Bublíková       | Valentová, původní Bavorova sekretářka     |
| Michaela Mišková     | Martina, nová Bavorova sekretářka          |
| Bohumil Bezouška     | hostinský Frič                             |
| Vladimír Šmeral      | Pravoslav Hanýsek, řídící učitel v důchodu |
| Eva Jakoubková       | Kateřina Hanáková, učitelka                |
| Adolf Filip          | Rudolf Španihel, člen rady MěNV            |
| Bohumil Švarc        | Winter, poručík SNB                        |
| Ladislav Boháč       | stavitel Drápal                            |
| Ludmila Roubíková    | matka Víta Marka                           |
| František Kovářík    | knihovník Sova                             |
| Josef Patočka        | Karel Češpiva                              |
| Věra Tichánková      | Otýlie Doubravová                          |
| Alois Švehlík        | Karel Švehla, redaktor okresních novin     |
| Naděžda Prchalová    | Brandejsova sekretářka                     |
| Míla Myslíková       | Jordánová, prodavačka                      |
| Štěpán Bulejko       | Jordán                                     |
| Lenka Kořínková      | milenka tajemníka Hlavici                  |

## Tvůrci
- Jaroslav Dietl námět a scénář
- Vladimír Opletal hlavní kameraman
- Zdeněk Liška hudba
- Jiří Zelenka zvuk
- Zdeněk Stropek zvuk